# División de Honor de balonmano 1972-73
La División de Honor de balonmano 1972-73 fue la 15.ª edición de la máxima competición de balonmano de España. Se desarrolló en una fase, que constaba de una liga de catorce equipos enfrentados todos contra todos a doble vuelta. El ganador disputaba la Copa de Europa, los dos últimos descendían a Primera División y el undécimo y duodécimo promocionaban.

## Clasificación
| N. | Equipo                   | PJ | PG | PE | PP | PTS |
| 1  | C.F. Barcelona           | 26 | 24 | 1  | 1  | 49  |
| 2  | Picadero Filomatic       | 26 | 23 | 1  | 2  | 47  |
| 3  | Atlético de Madrid       | 26 | 23 | 0  | 3  | 46  |
| 4  | Granollers               | 26 | 19 | 0  | 7  | 38  |
| 5  | San Antonio Schweppes    | 26 | 13 | 0  | 13 | 26  |
| 6  | Marcol Lanas Aragón      | 26 | 11 | 2  | 13 | 24  |
| 7  | Calpisa-Obras del Puerto | 26 | 10 | 2  | 14 | 22  |
| 8  | Bidasoa                  | 26 | 9  | 2  | 15 | 20  |
| 9  | Anaitasuna               | 26 | 8  | 3  | 15 | 19  |
| 10 | Bofarull Puntolink       | 26 | 7  | 4  | 15 | 18  |
| 11 | Vallehermoso OJE         | 26 | 8  | 1  | 17 | 17  |
| 12 | Sabadell Crilenka        | 26 | 6  | 3  | 17 | 15  |
| 13 | Roca Gavá                | 26 | 6  | 2  | 18 | 14  |
| 14 | La Salle-La Casera       | 26 | 3  | 3  | 20 | 9   |